# 러브AND하우스
《러브AND하우스》(중국어: 我的真朋友, 병음: Wǒ de zhēn péng yǒu 워더전펑유[*], My True Friend 마이 트루 프렌드[*])는 2019년 방송되었던 중국의 텔레비전 드라마이다.

## 소개
- 세계 곳곳에서 온 젊은이들 사이에서 자신의 아름다움을 뽐내고, 끈기와 자유 속에서 갈등하며 꿈을 이루기 위해 노력하는 주인공들의 이야기

## 등장 인물
- 등륜 - 사오펑청 역
- 안젤라베이비 - 청전전 역
- 주일룡 - 장란 역
- 쉬디 (许娣) - 바이아루 역
- 탄카이 (谭凯) - 무윈핑 역
- 장완이 (张晚意) - 푸샤오닝 역
- 쉬하오 (徐好) 뤄쭈얼 역
- 톈시웨이 (田曦薇) - 시산 역